# Štěpán Kropáč z Holštejna
Štěpán Kropáč z Holštejna byl moravský pán z rodu pánů z Holštejna.
Když zemřel jeho otec Ješek Kropáč z Holštejna, Štěpán byl ještě nezletilý a tak se správy statků ujal jeho poručník strýc Štěpán z Holštejna a Vartnova. Ten si však nevedl úspěšně stejně jako později samotný Štěpán Kropáč a tak se statky větve Kropáčů neustále ztenčovaly. První zmínka o Štěpánu Kropáčovi pochází až z roku 1407, kdy už byl plnoletý. Neustále se pokoušel získat zpět alespoň část statků, které vlastnil jeho otec. Na jedné straně měl dobré vztahy se svým strýcem Štěpánem z Vartnova, na straně druhé se soudil se svým příbuzným Vokem IV. z Holštejna o 50 hřiven grošů za ukradenou zbroj a koně, kterého vlastnil jeho bratr neznámého jména. Zdá se, že Štěpán sídlil i nějaký čas na tvrzi v Jedovnicích pod ochranou svého příbuzného Jiřího z Holštejna a Jedovnic. Roku 1420 koupil ves Skržice se svobodným dvorem a příslušenstvím. Na tento majetek připsal věno 80 hřiven grošů své ženě Ofce. V tomto roce se uvádí naposledy. 
Štěpán po sobě zanechal syna Jana Kropáče, který se uvádí v letech 1447–1464. Jan přišel prakticky o zbytek majetku, kterým byla ves Srkžice a zmizel z písemných pramenů.  